# Хеброс 1100
Хеброс 1100 е прототип на български автомобил представен през 1968 на ХХVІІ Технически панаир в град Пловдив.

## История
Автомобилът Хеброс 1100 е бил хечбек. Заимствал е много технически детайли от произвеждания в България автомобил Булгаррено 10. Проектиран и конструиран е в Пловдив, под ръководството на инженера Димитър Свирачев. Зад дизайна на автомобила е Костадин Хинов.

## Технически характеристики
Двигателят на автомобила е проектиран в Базата за техническо развитие при ДСО „Металхим“ и е произведен в Машиностроителния завод в Казанлък. Автомобилът е снабден с петстепенна скоростна кутия, мощността на автомобила е 70 к.с. Максималната скорост, която Хеброс 1100 може да развие е 140 – 150 км/ч.